# Блазія крихітна
Блазія крихітна (Blasia pusilla) — єдиний вид з роду Blasia. Він відрізняється від Cavicularia наявністю коміра навколо основи капсули спорофіта та розсіяним розташуванням антеридіїв, що виробляють сперматозоїди. На ризоїдах і геммах Blasia може паразитувати гриб Blasiphalia.
Назва роду Blasia — на честь Блазіуса Біаджі (≈ 1670–1735), італійського священнослужителя з села Валломброза.